# Vékonyréteg-tranzisztor

A TFT-k négy alapvető, gyakran alkalmazott rétegelrendezése. Eszerint egy TFT lehet felső vagy alsó kapuelektródás elrendezésű, elektródái pedig kiemelkedhetnek az aktív zóna síkjából vagy állhatnak vele egy síkban

A mikroelektronikában vékonyréteg-tranzisztor (angol rövidítéssel TFT, thin-film transistor) egy vékonyrétegekből kialakított térvezérlésű tranzisztor. Elsősorban képpontok elektromos kapcsolásánál alkalmazzák egyes monitorokban, amely eszközöket ennek megfelelően TFT-kijelzőnek neveznek.

## Története
A vékonyréteg-tranzisztorok kialakítását először Lilienfeld javasolta 1930-ban kiadott szabadalmában, mely a ma MESFET-nek nevezett eszközök alapjait fektette le. Néhány évvel később hasonló leírást adott a mai MISFET eszközök koncepuális alapjairól. Az ezt követő évtizedekben két fontos eredmény született, melyek hozzájárultak a mai FET-ek kifejlesztéséhez. Az egyik az 1947-ben Bardeen és Brattain által kialakított első pontkontaktus-tranzisztor volt, a másik pedig Schockley 1952-es, félvezető átmenetből kialakított térvezérlésű tranzisztora, azaz JFET-e.
Az első vékonyréteg-tranzisztorok a 60-as években jelentek meg, és ezen évtized fontos terméke a MOSFET is. 1979-ben alkalmaztak először hidrogénnel passzivált amorf szilíciumot (a-Si:H) a tranzisztor aktív anyagaként, mely egészen napjainkig használatos. Bár az amorf szerkezet miatt ennek kicsi a mobilitása, előnye, hogy nincsenek benne szemcsehatárok, így nagy felületű kijelzők kialakítására is alkalmas. Az AMLCD eszközök (aktív mátrixú folyadékkristályos kijelzők) kialakításakor széles körben alkalmazták.
A 80-as években olyan eljárások jelentek meg, melyekkel leküzdhetők voltak a polikristályos anyagok alkalmazási nehézségei. Ilyen például a lézersugárral való kristályosítás (ELA, excimer laser annealing), illetve előrelépések a CVD-eljárásoban. A 90-es évekre jelent meg a fenti eljárásokra alapozva az LTPS, azaz az alacsony hőmérsékleten hőkezelt polikristályos szilícium.
Az LTPS-alapú kijelzők fejlesztésével párhuzamosan még a 90-es években megjelentek a szerves alapú kijelzők, melyek nagy előnye, hogy előállításuk alacsony hőmérsékleten hajtható végre (megelőzve ezzel bizonyos káros folyamatokat a gyártás során). Máig nem megoldott azonban ezen eszközök stabilitása.
A 2000-es években jelentek meg az átlátszó oxidokon alapuló eszközök. Ezeknek számos előnyük van, melyek miatt sokan úgy vélik, hogy hamarosan átveszik a szilíciumalapú eszközök helyét, bár ehhez még kiterjedt kutatómunka szükséges.

## Felépítése

### Típusai
A térvezérlésű tranzisztort vékonyrétegek egymásra helyezésével alakítják ki például egymást követő litográfiás, illetve rétegleválasztási lépésekkel. A rétegrendet aszerint választják ki, hogy az adott alkalmazáshoz technológiailag, jellemzőit tekintve és áráben melyik a legmegfelelőbb. Az ábrán látható négy alapesetnek mind-mind megvannak a tipikus előnyei és hátrányai. Az ipari alkalmazásokban azonban ezeknél általában összetettebb szerkezeteket is alkalmaznak, illetve a fenti alapeseteken kívül más elrendezések is elképzelhetők, melyekkel különféle szempontok szerinti optimalizálást érnek el a gyakorlatban.

### Részei

#### Félvezető csatorna
A hagyományos térvezérlésű tranzisztorokhoz hasonlóan a TFT-k aktív anyaga is félvezető. A félvezetőből kialakított csatornán átfolyó áram a kapuelektródára adott feszültséggel befolyásolható. Ennek alapja a téreffektus: a kapuelektródán levő töltések tértöltés-tartományában elhelyezkedő félvezetőben az energiasávok elhajlanak, így a kapuelektródán felhalmozott töltés szerint a csatorna vagy vezető, vagy szigetelő tulajdonságú lesz. A csatornán tehát akkor folyik áram, ha a kapu nyitott állapotú.
A félvezető csatorna anyagával szemben a legfontosabb elvárások jellemzően a következők:
- Nagy töltéshordozó-mobilitás.
- Nagy küszöb alatti meredekség (angol rövidítéssel gyakran SS, sub-threshold slope, vagy sub-threshold swing)
- Stabil és reprodukálható küszöbfeszültség (Vth, mely a kapcsoláshoz szükséges kapufeszültséget jellemzi).

#### Elektródák
A kapuelektróda kialakítása akkor megfelelő, ha viszonylag kevés feszültséggel nagyon jól nyitható-csukható a csatorna vezetési sávja. Ehhez célszerű a kapuelektródát minél közelebb helyezni a csatornához. Azonban ha e kettőt elválasztó szigetelő réteg már túl kicsi, elképzelhető, hogy áram indul a csatorna és a kapuelektróda között, ami hibás működéshez vezetne. Ezért fontos szempont, hogy milyen anyagot választanak a kapuelektróda és a csatorna közötti oxid anyagának. A legmegfelelőbben általában a nagy dielektromos állandójú oxidok, például a hafnium-oxid.
A csatornán folyó áram attól is függ, hogy a két végén elhelyezett elektródákon mekkora az elektromos feszültség. Az elektródákat ugyanúgy nevezik, mint a hagyományos térvezérlésű tranzisztoroknál: az áram a forrás felől a nyelő felé folyik (a negatív töltésű elektronok esetén a részecskék nettó árama természetesen az áram irányával ellentétes). Ezeket a TFT-ben gyakran nem fémből alakítják ki, ugyanis ha kijelzőben kerül alkalmazásra, ott elvárás az átlátszóság. Vannak fényáteresztő vezető anyagok, melyek alkalmazásával a tranzisztor teljesen átlátszó lehet. Ilyen anyag például az indium-ón-oxid (angol rövidítéssel ITO, indium tin oxide).

## Fordítás
Ez a szócikk részben vagy egészben  a   Thin-film transistor című angol Wikipédia-szócikk ezen változatának fordításán alapul.  Az eredeti cikk szerkesztőit annak laptörténete sorolja fel. Ez a jelzés csupán a megfogalmazás eredetét és a szerzői jogokat jelzi, nem szolgál a cikkben szereplő információk forrásmegjelöléseként.